# اعترافات القديس أوغسطين
الاعترافات أو اعترافاتي هو مجموعة من مؤلفات القديس أوغسطين يحكي فيها عن حياته ويبين كيف تعرف الله فانتقل بعد ذلك إلى الفكر المسيحي.
تتكون المؤلف من ثلاثة عشر كتابًا، وكتب في اللغة اللاتينية بين 397-400. ويعتبر المؤلف عمومًا واحدًا من أهم نصوص أوغسطين.